# Hugo I van Lusignan
Hugo I van Lusignan, bijgenaamd de Jager, was in de 10e eeuw de eerste heer van Lusignan. Hij was de stamvader van het huis Lusignan.

## Levensloop
Hugo I van Lusignan, die vermoedelijk jachtknecht van de graaf van Poitou of de bisschop van Poitiers was, was de stamvader van het huis Lusignan en de eerste heer van Lusignan. Hij wordt als eerste lid van het huis Lusignan vermeld in de kroniek van de Abdij van Saint-Maixent.
Hij werd als heer van Lusignan opgevolgd door zijn zoon Hugo II (overleden in 967), die de burcht van Lusignan bouwde.